# جيمس سترونج (عالم عقيدة)
جيمس سترونج (بالإنجليزية: James Strong)‏ هو عالم عقيدة أمريكي، ولد في 14 أغسطس 1822 في نيويورك في الولايات المتحدة، وتوفي في 7 أغسطس 1894 في مقاطعة ساراتوغا في الولايات المتحدة.